# Списак НГЦ објеката (4000—4999)
Ово је непотпун списак NGC 4000-4999 објеката у NGC каталогу (New General Catalogue). 
Информација о сазвежђима је узета из The Complete New General Catalogue and Index Catalogue of Nebulae and Star Clusters by J. L. E. Dreyer, преко VizieR сервиса (website: http://vizier.u-strasbg.fr/viz-bin/VizieR). Морфолошки типови галаксија и објеката који су чланови Малог Магелановог облака су добијени преко NASA/IPAC вангалактичке базе (website: http://nedwww.ipac.caltech.edu/). Остали подаци у табелама су из SIMBAD астрономске базе података (website: http://simbad.u-strasbg.fr/simbad/), осим ако није другачије назначено.

## 4000-4099
| NGC ознака | Други називи      | Тип објекта             | Сазвежђе                 | Ректасцензија (J2000) | Деклинација (J2000) | Привидна величина |
| ---------- | ----------------- | ----------------------- | ------------------------ | --------------------- | ------------------- | ----------------- |
| 4013       |                   | Спирална галаксија      | Сазвежђе Велики медвед   | 11h 58m 31.4s         | +43° 56′ 51″        | 12.4              |
| 4014       |                   | Спирална галаксија      | Сазвежђе Береникина коса | 11h 58m 35.9s         | +16° 10′ 36″        | 13.5              |
| 4015       | Arp 138           | Галаксије у интеракцији | Сазвежђе Береникина коса | 11h 58m 42.5s         | +25° 02′ 13″        | 14.2              |
| 4016       |                   | Спирална галаксија      | Сазвежђе Лав             | 11h 58m 29.2s         | +27° 31′ 43″        | 14.6              |
| 4017       |                   | Спирална галаксија      | Сазвежђе Береникина коса | 11h 58m 45.8s         | +27° 27′ 08″        | 13.5              |
| 4018       |                   | Спирална галаксија      | Сазвежђе Береникина коса | 11h 58m 31.4s         | +43° 56′ 48″        | 12.4              |
| 4027       |                   | Спирална галаксија      | Сазвежђе Гавран          | 11h 59m 27.8s         | −19° 16′ 32″        | 11.7              |
| 4038       | Antennae Galaxies | Галаксија у интеракцији | Сазвежђе Гавран          | 12h 01m 52.5s         | −18° 52′ 03″        | 11.0              |
| 4039       | Antennae Galaxies | Галаксија у интеракцији | Сазвежђе Гавран          | 12h 01m 52.5s         | −18° 52′ 03″        | 11.0              |
| 4088       |                   | Спирална галаксија      | Сазвежђе Велики медвед   | 12h 05m 33.7s         | +50° 32′ 23″        | 11.2              |

## 4100-4199
| NGC ознака | Други називи | Тип објекта         | Сазвежђе                 | Ректасцензија (J2000) | Деклинација (J2000) | Привидна величина |
| ---------- | ------------ | ------------------- | ------------------------ | --------------------- | ------------------- | ----------------- |
| 4121       |              | Елиптична галаксија | Сазвежђе Змај            | 12h 07m 56.6s         | +65° 06′ 50″        | 14.1              |
| 4125       |              | Елиптична галаксија | Сазвежђе Змај            | 12h 08m 06.3s         | +65° 10′ 27″        | 10.9              |
| 4151       |              | Спирална галаксија  | Сазвежђе Ловачки пси     | 12h 10m 32.7s         | +39° 24′ 20″        | 11.2              |
| 4192       | Месје 98     | Спирална галаксија  | Сазвежђе Береникина коса | 12h 13m 48.4s         | +14° 52′ 58″        | 11.0              |

## 4200-4299
| NGC ознака | Други називи | Тип објекта          | Сазвежђе                 | Ректасцензија (J2000) | Деклинација (J2000) | Привидна величина |
| ---------- | ------------ | -------------------- | ------------------------ | --------------------- | ------------------- | ----------------- |
| 4214       |              | Неправилна галаксија | Сазвежђе Ловачки пси     | 12h 15m 39.2s         | +36° 19′ 41″        | 10.3              |
| 4216       |              | Спирална галаксија   | Сазвежђе Девица          | 12h 15m 54.4s         | +13° 09′ 00″        | 11.2              |
| 4236       |              | Неправилна галаксија | Сазвежђе Змај            | 12h 16m 41.8s         | +69° 28′ 10″        | 10.7              |
| 4244       |              | Спирална галаксија   | Сазвежђе Ловачки пси     | 12h 17m 30.1s         | +37° 48′ 30″        | 10.2              |
| 4254       | Месје 99     | Спирална галаксија   | Сазвежђе Береникина коса | 12h 18m 49.6s         | +14° 25′ 00″        | 10.2              |
| 4258       | Месје 106    | Спирална галаксија   | Сазвежђе Ловачки пси     | 12h 18m 57.5s         | +47° 18′ 14″        | 9.6               |
| 4261       |              | Елиптична галаксија  | Сазвежђе Девица          | 12h 19m 23.2s         | +05° 49′ 30″        | 10.4              |

## 4300-4399
| NGC ознака | Други називи | Тип објекта          | Сазвежђе                 | Ректасцензија (J2000) | Деклинација (J2000) | Привидна величина |
| ---------- | ------------ | -------------------- | ------------------------ | --------------------- | ------------------- | ----------------- |
| 4303       | Месје 61     | Спирална галаксија   | Сазвежђе Девица          | 12h 21m 55.0s         | +04° 28′ 29″        | 10.9              |
| 4308       |              | Елиптична галаксија  | Сазвежђе Береникина коса | 12h 21m 56.9s         | +30° 04′ 27″        | 14.3              |
| 4309       |              | Сочиваста галаксија  | Сазвежђе Девица          | 12h 22m 12.4s         | +07° 08′ 38″        | 14.3              |
| 4314       |              | Спирална галаксија   | Сазвежђе Береникина коса | 12h 22m 32.0s         | +29° 53′ 44″        | 11.5              |
| 4319       |              | Спирална галаксија   | Сазвежђе Змај            | 12h 21m 44.1s         | +75° 19′ 21″        | 13.0              |
| 4321       | Месје 100    | Спирална галаксија   | Сазвежђе Береникина коса | 12h 22m 55.0s         | +15° 49′ 20″        | 10.6              |
| 4368       |              | Елиптична галаксија  | Сазвежђе Девица          | 12h 23m 06.68s        | +10° 37′ 16.3″      |                   |
| 4374       | Месје 84     | Елиптична галаксија  | Сазвежђе Девица          | 12h 25m 03.7s         | +12° 53′ 13″        | 10.8              |
| 4382       | Месје 85     | Сочиваста галаксија  | Сазвежђе Береникина коса | 12h 25m 24.2s         | +18° 11′ 27″        | 10.2              |
| 4395       |              | Неправилна галаксија | Сазвежђе Ловачки пси     | 12h 25m 48.9s         | +33° 32′ 48″        | 11.7              |

## 4400-4499
| NGC ознака | Други називи  | Тип објекта                              | Сазвежђе                 | Ректасцензија (J2000) | Деклинација (J2000) | Привидна величина |
| ---------- | ------------- | ---------------------------------------- | ------------------------ | --------------------- | ------------------- | ----------------- |
| 4406       | Месје 86      | Сочиваста галаксија /Елиптична галаксија | Сазвежђе Девица          | 12h 26m 12.2s         | +12° 56′ 45″        | 10.9              |
| 4414       |               | Спирална галаксија                       | Сазвежђе Береникина коса | 12h 26m 27.1s         | +31° 13′ 21″        | 10.9              |
| 4435       | Eyes Galaxies | Сочиваста галаксија                      | Сазвежђе Девица          | 12h 27m 40.6s         | +13° 04′ 44″        | 11.9              |
| 4438       | Eyes Galaxies | Спирална галаксија                       | Сазвежђе Девица          | 12h 27m 45.9s         | +13° 00′ 32″        | 12.0              |
| 4448       |               | Спирална галаксија                       | Сазвежђе Береникина коса | 12h 28m 15.2s         | +28° 37′ 16″        | 11.9              |
| 4449       |               | Неправилна галаксија                     | Сазвежђе Ловачки пси     | 12h 28m 11.0s         | +44° 05′ 33.4″      | 10.0              |
| 4450       |               | Спирална галаксија                       | Сазвежђе Береникина коса | 12h 28m 29.6s         | +17° 05′ 05″        | 11.2              |
| 4463       |               | Расејано звездано јато                   | Сазвежђе Мува            | 12h 30m               | −64° 47′            | 7.6               |
| 4486       | Месје 87      | Елиптична галаксија                      | Сазвежђе Девица          | 12h 30m 49.4s         | +12° 23′ 28″        | 12.9              |

## 4500-4599
| NGC ознака | Други називи               | Тип објекта             | Сазвежђе                 | Ректасцензија (J2000) | Деклинација (J2000) | Привидна величина |
| ---------- | -------------------------- | ----------------------- | ------------------------ | --------------------- | ------------------- | ----------------- |
| 4501       | Месје 88                   | Спирална галаксија      | Сазвежђе Береникина коса | 12h 31m 59.3s         | +14° 25′ 13″        | 10.6              |
| 4526       |                            | Сочиваста галаксија     | Сазвежђе Девица          | 12h 34m 03.2s         | +07° 41′ 58″        | 10.6              |
| 4536       |                            | Спирална галаксија      | Сазвежђе Девица          | 12h 34m 27.2s         | +02° 11′ 15″        | 12.3              |
| 4548       | Месје 91                   | Спирална галаксија      | Сазвежђе Береникина коса | 12h 35m 26.6s         | +14° 29′ 45″        | 11.5              |
| 4552       | Месје 89                   | Елиптична галаксија     | Сазвежђе Девица          | 12h 35m 40.0s         | +12° 33′ 23″        | 11.1              |
| 4555       |                            | Елиптична галаксија     | Сазвежђе Береникина коса | 12h 35m 41.3s         | +26° 31′ 23″        | 13.5              |
| 4559       |                            | Спирална галаксија      | Сазвежђе Береникина коса | 12h 35m 57.8s         | +27° 57′ 35″        | 10.7              |
| 4565       |                            | Спирална галаксија      | Сазвежђе Береникина коса | 12h 36m 21.1s         | +25° 59′ 14″        | 10.3              |
| 4567       | Siamese Twins              | Галаксија у интеракцији | Сазвежђе Девица          | 12h 36m 32.8s         | +11° 15′ 27″        | 12.1              |
| 4568       | Siamese Twins              | Галаксија у интеракцији | Сазвежђе Девица          | 12h 36m 34.3s         | +11° 14′ 18″        | 12.1              |
| 4569       | Месје 90                   | Спирална галаксија      | Сазвежђе Девица          | 12h 36m 50.1s         | +13° 09′ 46″        | 11.8              |
| 4579       | Месје 58                   | Спирална галаксија      | Сазвежђе Девица          | 12h 37m 43.5s         | +11° 49′ 04″        | 11.5              |
| 4590       | Месје 68                   | Збијено звездано јато   | Сазвежђе Хидра           | 12h 39m 28.0s         | −26° 44′ 35″        | 10.3              |
| 4594       | Месје 104; Sombrero Galaxy | Спирална галаксија      | Сазвежђе Девица          | 12h 39m 59.4s         | −11° 37′ 23″        | 10.3              |

## 4600-4699
| NGC ознака | Други називи  | Тип објекта             | Сазвежђе                 | Ректасцензија (J2000) | Деклинација (J2000) | Привидна величина |
| ---------- | ------------- | ----------------------- | ------------------------ | --------------------- | ------------------- | ----------------- |
| 4603       |               | Спирална галаксија      | Сазвежђе Кентаур         | 12h 40m 55.3s         | −40° 58′ 32″        | 12.1              |
| 4605       |               | Спирална галаксија      | Сазвежђе Велики медвед   | 12h 40m 00.4s         | +61° 36′ 32″        | 10.8              |
| 4618       |               | Неправилна галаксија    | Сазвежђе Ловачки пси     | 12h 41m 32.5s         | +41° 09′ 00″        | 11.5              |
| 4621       | Месје 59      | Елиптична галаксија     | Сазвежђе Девица          | 12h 42m 02.4s         | +11° 38′ 45″        | 11.0              |
| 4622       |               | Спирална галаксија      | Сазвежђе Кентаур         | 12h 42m 37.6s         | −40° 44′ 35″        | 13.5              |
| 4623       |               | Сочиваста галаксија     | Сазвежђе Девица          | 12h 42m 10.8s         | +07° 40′ 34″        | 13.6              |
| 4624       |               | Спирална галаксија      | Сазвежђе Девица          | 12h 42m 50.0s         | +02° 41′ 17″        | 11.8              |
| 4625       |               | Неправилна галаксија    | Сазвежђе Ловачки пси     | 12h 41m 52.8s         | +41° 16′ 26″        | 13.0              |
| 4626       |               | Спирална галаксија      | Сазвежђе Девица          | 12h 42m 25.3s         | −07° 02′ 38″        | 14                |
| 4627       |               | Елиптична галаксија     | Сазвежђе Ловачки пси     | 12h 41m 59.7s         | +32° 34′ 24″        | 13.3              |
| 4631       |               | Спирална галаксија      | Сазвежђе Ловачки пси     | 12h 42m 07.8s         | +32° 32′ 27″        | 9.8               |
| 4639       |               | Спирална галаксија      | Сазвежђе Девица          | 12h 42m 52.5s         | +13° 15′ 24″        | 12.4              |
| 4647       |               | Спирална галаксија      | Сазвежђе Девица          | 12h 43m 32.6s         | +11° 34′ 55″        | 12.5              |
| 4649       | Месје 60      | Елиптична галаксија     | Сазвежђе Девица          | 12h 43m 40.2s         | +11° 33′ 09″        | 10.3              |
| 4650       |               | Спирална галаксија      | Сазвежђе Кентаур         | 12h 44m 19.7s         | −40° 43′ 50″        | 12.8              |
| 4656       |               | Галаксија у интеракцији | Сазвежђе Ловачки пси     | 12h 43m 58.2s         | +32° 10′ 09″        | 10.6              |
| 4657       |               | Галаксија у интеракцији | Сазвежђе Ловачки пси     | 12h 44m 11.3s         | +32° 12′ 19″        |                   |
| 4676       | Mice Galaxies | Галаксије у интеракцији | Сазвежђе Береникина коса | 12h 46m 10.2s         | +30° 43′ 54″        | 14.1              |

## 4700-4799
| NGC ознака | Други називи                    | Тип објекта            | Сазвежђе                 | Ректасцензија (J2000) | Деклинација (J2000) | Привидна величина |
| ---------- | ------------------------------- | ---------------------- | ------------------------ | --------------------- | ------------------- | ----------------- |
| 4710       |                                 | Сочиваста галаксија    | Сазвежђе Береникина коса | 12h 49m 38.9s         | +15° 09′ 54″        | 11.6              |
| 4712       |                                 | Спирална галаксија     | Сазвежђе Береникина коса | 12h 49m 34.2s         | +25° 28′ 12″        | 13.3              |
| 4725       |                                 | Спирална галаксија     | Сазвежђе Береникина коса | 12h 50m 26.7s         | +25° 30′ 02″        | 10.2              |
| 4736       | Месје 94                        | Спирална галаксија     | Сазвежђе Ловачки пси     | 12h 50m 52.6s         | +41° 07′ 09″        | 8.7               |
| 4755       | Jewel Box; Kappa Crucis Cluster | Расејано звездано јато | Сазвежђе Крст            | 12h 53m 42s           | −60° 22′            |                   |

## 4800-4899
| NGC ознака | Други називи               | Тип објекта           | Сазвежђе                 | Ректасцензија (J2000) | Деклинација (J2000) | Привидна величина |
| ---------- | -------------------------- | --------------------- | ------------------------ | --------------------- | ------------------- | ----------------- |
| 4826       | Месје 64; Black Eye Galaxy | Спирална галаксија    | Сазвежђе Береникина коса | 12h 56m 43.9s         | +21° 41′ 00″        | 8.9               |
| 4833       |                            | Збијено звездано јато | Сазвежђе Мува            | 12h 59m 35.0s         | −70° 52′ 29″        | 8.7               |
| 4881       |                            | Елиптична галаксија   | Сазвежђе Береникина коса | 12h 59m 57.8s         | +28° 14′ 48″        | 14.7              |

## 4900-4999
| NGC ознака | Други називи | Тип објекта         | Сазвежђе         | Ректасцензија (J2000) | Деклинација (J2000) | Привидна величина |
| ---------- | ------------ | ------------------- | ---------------- | --------------------- | ------------------- | ----------------- |
| 4945       |              | Спирална галаксија  | Сазвежђе Кентаур | 13h 05m 26.1s         | −49° 28′ 15″        | 9.6               |
| 4976       |              | Елиптична галаксија | Сазвежђе Кентаур | 13h 08m 37.4s         | −49° 30′ 20″        | 11.2              |
| 4984       |              | Сочиваста галаксија | Сазвежђе Девица  | 13h 08m 57.3s         | −15° 30′ 59″        | 12                |